# Plagiothecium subteres
Plagiothecium subteres là một loài Rêu trong họ Plagiotheciaceae. Loài này được (Jedl.) Jedl. miêu tả khoa học đầu tiên năm 1950.